# Wubi
Wubi era un instal·lador lliure i oficial de Ubuntu per a sistemes operatius Windows, llicenciat sota GPL. L'objectiu del projecte era permetre a usuaris de Windows, no acostumats a Linux, provar Ubuntu sense el risc de perdre informació durant un format o particionat. Wubi també permetia desinstal·lar Ubuntu des de Windows.
Aquest programari no és una màquina virtual, sinó que crea una instal·lació autònoma en una imatge de disc, igual que altres sistemes com Topologilinux. Wubi ha estat inclòs des de la versió 8.04 Hardy Heron de Ubuntu.
Wubi no instal·la Ubuntu directament en una partició pròpia, i no pot aprofitar l'espai lliure del disc dur per instal·lar el sistema operatiu. Tanmateix, això pot dur-se a terme mitjançant LVPM (Loopmounted Virtual Partition Manager - Administrador de particions virtuals muntades en bucle), que permet transferir la instal·lació generada amb Wubi a una partició dedicada. Els usuaris interessats en la instal·lació sobre una partició, com és habitual en Ubuntu, i sense fer ús d'un CD, haurien d'utilitzar UNetbootin en el seu lloc.

## Història
La idea original d'Agostino Russo va sorgir inspirada per Topologilinux, que usava una imatge de disc, i Instlux, que proporcionava un front-end per a Windows. La idea era unir els dos conceptes, mitjançant un instal·lador en Windows que permetés muntar una imatge de Ubuntu. Més tard, Geza Kovacs refinaria l'especificació i proporcionaria els primers prototips. Oliver Mattos va dissenyar la interfície d'usuari original en NSIS.
Després, Agostino Russo va refinar el concepte de la instal·lació, passant d'una imatge pre-feta a una de creada al vol mitjançant una versió amb "pegats" de l'instal·lador de la distribució Debian. Així va néixer el projecte Lupin, i Agostino Russo va dissenyar i va implementar la majoria del codi, amb algunes contribucions per part de Geza Kovacs.
Més tard, Agostino Russo i un usuari sobrenomenat "Ecology2007" van redissenyar i reimplementar la interfície d'usuari per Windows, convertint-se en la usada actualment. Hampus Wessman va contribuir amb el nou sistema de descàrrega i els guions (scripts) de traducció. Els usuaris "Bean123" i "Tinybit" també van ajudar a depurar i arreglar problemes durant l'arrencada. Lubi i LVPM van ser creats més tard per Geza Kovacs.
A Ubuntu 12.04 LTS, Wubi va ser tret de la instal·lació per defecte a causa de problemes de compatibilitat amb Windows 8. A Ubuntu 13.04 va ser abandonat el suport per Ubuntu per sempre.

## Desenvolupament
Els desenvolupadors principals són Agostino Russo, Geza Kovacs, Oliver Mattos i Ecology2007. El desenvolupament es duu a terme principalment en Launchpad, liderat pel Lupin Team a través de la pàgina de Ubuntu amb l'esborrany original i les pàgines de projecte de Wubi, Lubi, Lupin, i LVPM.
S'esperava haver inclòs la funcionalitat de Wubi en Ubuntu 7.10 Gutsy Gibbon, però no va ser acabat a temps. El Live CD de Gutsy conté un fitxer "wubi-cdboot.exe", però només permet l'arrencada des del CD per fer la instal·lació normal de Ubuntu (que sol requerir un particionado). No obstant això, es pot descarregar per separat una versió alpha de l'instal·lador Wubi per 7.10. Es diu que la raó que la versió per 7.10 no anés publicada va ser un bug durant la instal·lació d'una de les revisions alpha, però els usuaris van dir que l'última revisió (rev386) ja no posseïa dit bug. A l'abril de 2008 la versió 8.04 ja està disponible.

## Suport de maquinari
En l'actualitat, es queda instal·lada amb Wubi i Lubi en la versió i386 malito (x86 de 32 bits) i AMD64 (x86-64)(Última versió 11.04 llançada el 28 d'abril de 2011).

## Problemes
- La hibernació i suspensió no estan suportades.[21]
- El sistema de fitxers de Wubi és més vulnerable davant corts de corrent (hardreboots) que els sistemes de fitxers comuns.[21]
- Problemes d'inici dual entre Windows 8 i Ubuntu

## Projectes similars
- Mint4win de Linux Mint (Basat en el mateix WUBI)
- Topologilinux, que fa ús de coLinux per executar-se sobre Windows.
- Instlux, fins i tot amb openSUSE des de la versió 10.3.[22]
- win32-loader de Debian.
- UNetbootin.